# Майкл Беквіт

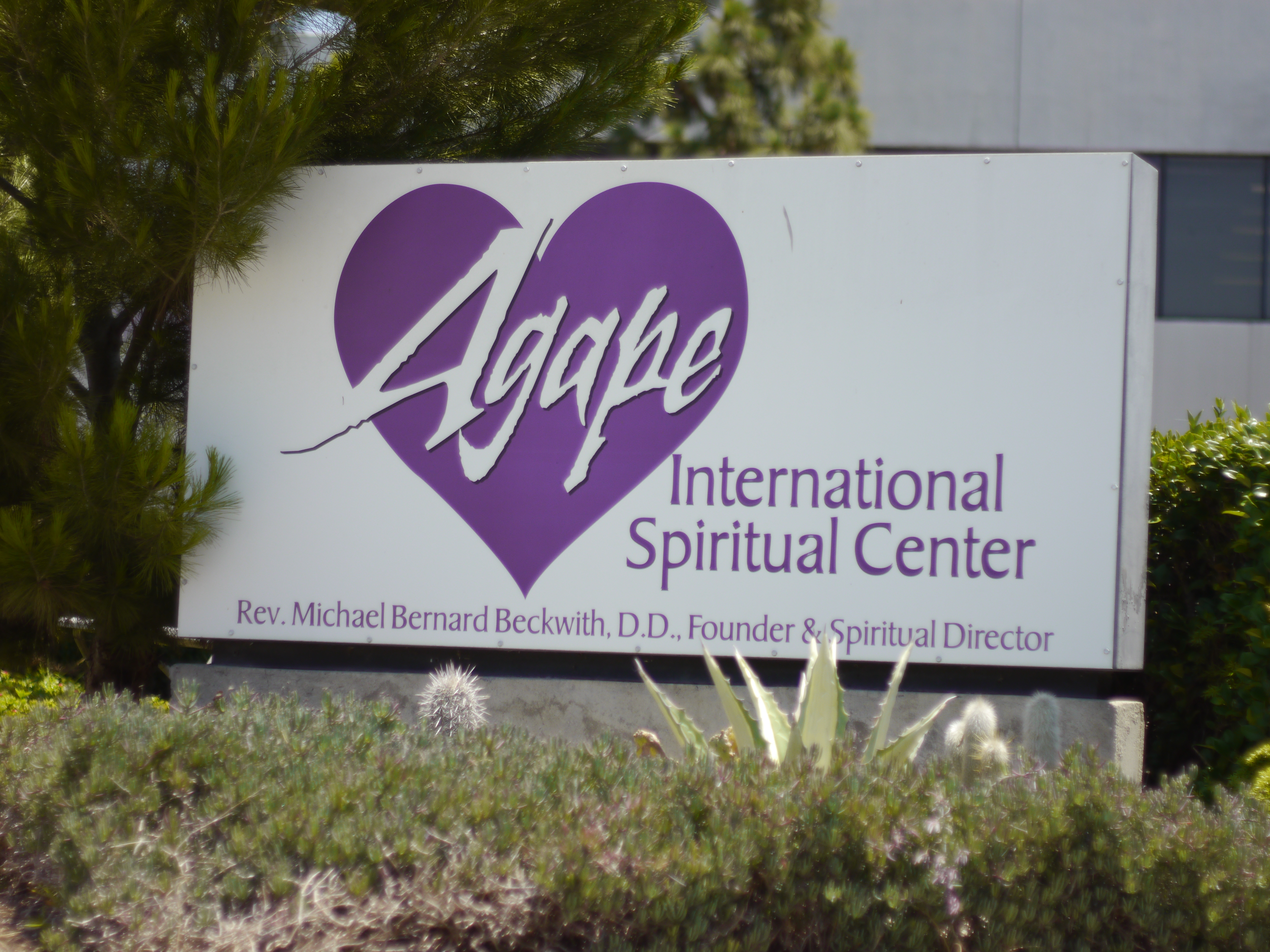
Майкл Беквіт заснував духовний Центр «Agape»

Майкл Бернард Беквіт (англ. Michael Bernard Beckwith) — американський прихильник «Нового мислення» (англ. New Thought), автор і засновник Міжнародного духовного центру «Агапе» (в Калвер-Сіті, Каліфорнія) — церкви руху «Нового мислення» з понад 8000 парафіян.  Він був одружений з музиканткою руху «Нового мислення» Рікі Біарсі Беквіт.

## Кар'єра
Беквіт є засновником Міжнародного духовного центру «Agape», співзасновник Association for Global New Thought, і співголова Season for Nonviolence разом з Арун Ганді.
Беквіт був одним з провідних вчителів у фільмі «Секрет» (2006) і також його повчання поміщенні у книзі-бестселері Ронди Берн під тією ж назвою.

## ЗМІ
Беквіт є лідером руху «Нове мислення» і його показали в документальному фільмі «Секрет». Також він був частим гостем на шоу Ларрі Кінга на каналі CNN, і шоу Опри Вінфрі.